# 村上保壽
村上 保壽（むらかみ やすとし、1941年3月4日 - ）は、日本の倫理学者、仏教学者。
博士（文学）（1995年、東北大学にて取得）。

## 略歴
京都府加佐郡で出生。綾部市出身。
1965年東北大学文学部哲学科卒業、1967年同大学院文学研究科修士課程修了、東北大学助手、山口大学教養部助教授、1985年同大学教授。1990年高野山大学教授。総本山金剛峯寺執行・高野山真言宗教学部長を歴任。高野山大学名誉教授・高野山伝燈大阿闍梨。
1995年「空海の世界と智の構造」で東北大学にて博士（文学）。
元の専門はルソーなど。2022年、瑞宝中綬章受章。

## 著書
- 『密教と現代』（高野山出版社） 1995
- 『空海と智の構造』（東方出版） 1996
- 『弘法大師の救済論 密教における霊と輪廻』（高野山出版社） 1999
- 『空海の「ことば」の世界』（東方出版） 2003
- 『現代社会を弘法大師の思想で読み解く』（セルバ出版） 2008
- 『空海』（創元社、日本人のこころの言葉） 2009
- 『空海のこころの原風景 自身の内なる仏への旅』（小学館101新書） 2012
- 『空海教学の真髄』（法蔵館） 2016
- 『空海の般若心経』（セルバ出版） 2020

### 共編著
- 『高野への道 いにしへ人と歩く』（山陰加春夫共著、高野山出版社） 2001
- 『空海真言宗現代名言法話・文章伝道全書』（麻生弘道, 資延恭敏, 竹内信夫共編、四季社） 2002
- 『現代に生きる空海』（編、小学館スクウェア、高野山大学選書） 2006

## 論文
- Cinii